# گذرنامه مونگاسک
گذرنامهٔ مونگاسک یک مدرک سفر بین‌المللی است که توسط کشور موناکو صادر می‌شود و بنا بر داده‌های سال ۲۰۲۳، دارندگان آن می‌توانستند به ۱۷۶ کشور دیگر بدون دریافت ویزا سفر کنند یا ویزا را در بدو ورود دریافت نمایند. این گذرنامه بر اساس رتبه‌بندی شاخص گذرنامهٔ هنلی در سال ۲۰۲۳ در رتبهٔ ۱۶ قرار داشت. در سال ۲۰۰۹، حدود ۶۰۰۰ گذرنامه صادر شد.

## الزامات ویزا
ازسال ۲۰۱۶، شهروندان مونگاسک برای سفر نیاز به ویزا نداشتند وبا گذرنامه به ۱۶۰ کشور و مناطق، دسترسی داشتند. گذرنامه مونگاسک در جهان رتبه ۱۶ را در کشورهایی که در فهرست محدودیت‌های ویزا هستند دارد.